# Liste deutscher Adelsgeschlechter/V
| Name                            | Zeitraum                        | Anmerkungen | Wappen  |
| ------------------------------- | ------------------------------- | --- | ------- |
| Vaelhausen                      | ?                               | westfälisches Adelsgeschlecht; Ministeriale des Klosters Corvey; 1590 bereits lange erloschen |         |
| Vaerst                          | seit 1280                       | niederrheinisch-westfälisches Adelsgeschlecht |         |
| Vagedes                         | seit 15. Jh.                    | westfälisches Adelsgeschlecht |         |
| Vahl                            | seit 1794                       | vorpommersches Adelsgeschlecht |         |
| Vaihingen                       | ? bis 1364                      | erloschenes mittelalterliches Adelsgeschlecht in Franken und Schwaben |         |
| Vaistli                         | 14. Jh.                         | österreichisches Adelsgeschlecht aus Nüziders (Vorarlberg) | –       |
| Valcke                          | bis 1731                        | erloschenes westfälisches Adelsgeschlecht |         |
| Valepage                        | 14. bis 15. Jahrhundert         | Rittergeschlecht des Paderborner Landes, auch von dem Wichmodeberg genannt Valepage |         |
| Valley                          | 1102–1268                       | erloschenes, bayerisches Grafengeschlecht |         |
| Valzner                         | 1387–1427                       | erloschene Patrizierfamilie der Reichsstadt Nürnberg |         |
| Van der Straten-Ponthoz         | seit 19. Jh.                    | belgisch-österreichisches Adelsgeschlecht; gefürstete Grafen |         |
| Vangerow (Brandenburg)          | seit 1568                       | aus der Neumark stammende Briefadelsfamilie; 1798/1828 preußischer Adelsstand; |         |
| Vangerow (Pommern)              | seit 1364                       | pommersches uradeliges Geschlecht |         |
| Varchmin                        | seit 1315                       | hinterpommersches Uradelsgeschlecht |         |
| Varell                          | 1599–1765                       | erloschenes fränkisches Rittergeschlecht; 1599 Erhebung in den Adelsstand |         |
| Varendorff                      | seit 1170                       | vermutlich ursprünglich altfreier westfälischer Adel mit gleichnamigen Stammsitz in der ehemaligen Grafschaft Tecklenburg |         |
| Varensell                       | bis ca. 1532                    | westfälisches Adelsgeschlecht |         |
| Varnhagen von Ense              | seit 1505                       | westfälische Briefadelsfamilie; 1826 preußischer Adelsstand |         |
| Varssem                         | 1277 bis 18. Jh.                | westfälisches Adelsgeschlecht |         |
| Vasmann                         | ?                               | vogtländisches bzw. meißnisches Adelsgeschlecht | –       |
| Vaz                             | 1135–1338                       | Schweizer Adelsgeschlecht |         |
| Vechelde                        | ab 1345                         | Braunschweiger Patrizier- und Adelsgeschlecht; 1813 westfälisches Adelsbestätigung |         |
| Vegesack                        | seit 1598                       | Livländisches Geschlecht mit Ursprung (1354/1410) in Münster, 1598 schwedisch-polnischer Adelstand, 1651 schwedische Adelsrenovation, 1745 Immatrikulation bei der Livländischen Ritterschaft, 1802 schwedischer Freiherrnstand, 1830 Introduzierung bei der Freiherrnklasse der schwedischen Ritterschaft, 1867 Immatrikulation bei der Oeselschen Ritterschaft, Ausbreitung auch nach Franken, Mecklenburg, Vorpommern und Westpreußen |         |
| Veilsdorf                       | 1195 bis 15. Jahrhundert        | erloschenes vogtländisch-fränkisches Ministerialengeschlecht |         |
| Velbrück                        | 1262–1784                       | niederrheinisches Uradelsgeschlecht; im 17. Jahrhundert Freiherren- und Grafenstand |         |
| Velen                           | 13. Jahrhundert bis 1756        | Zunächst Dynasten, später Rittergeschlecht |         |
| Vellberg                        | 1102–1592                       | süddeutsches Adelsgeschlecht mit Besitzungen im Ritterkanton Odenwald |         |
| Velmede (Kornähren)             | 1403–1504                       | westfälisches Adelsgeschlecht |         |
| Velmede (Schachbalken)          | 1260–1604                       | westfälisches Adelsgeschlecht |         |
| Velpe                           | 1200–1599                       | westfälisches Adelsgeschlecht |         |
| Veltheim                        | 1157–1238                       | edelfreies, vermutlich aus Schwaben stammendes erloschenes Geschlecht im Herzogtum Sachsen, das als Grafen von Osterburg und Altenhausen in Erscheinung trat. -- Daneben gibt es das 1141 erstmals genannte uradlige Ministerialengeschlecht von Veltheim, das jedoch nicht von diesen abstammte |         |
| Vely-Jungkenn                   | 19. Jh.                         | französisch-westfälisches Adelsgeschlecht |         |
| Vemern                          | 1287–1583                       | erloschenes mecklenburgisch-pommersches Adelsgeschlecht |         |
| Vemern                          | bis 1558                        | erloschenes westfälisches Patrizier- und Adelsgeschlecht aus Dortmund |         |
| Venediger                       | ca. 1450–1800                   | ostpreußisches Adelsgeschlecht |         |
| Venier                          | seit 11. Jh.                    | venezianische Patrizierfamilie; 1857 Erhebung in den österreichischen Grafenstand |         |
| Venne                           | 1521 bis 18. Jh.                | bayerisches Adelsgeschlecht, das ursprünglich aus den Niederlanden stammt |         |
| Venne                           | 13. bis frühes 15. Jh.          | nordhessisches Adelsgeschlecht |         |
| Venne                           | ab 13. Jh.                      | rheinländisches Adelsgeschlecht |         |
| Venningen                       | seit 1139                       | altes Kraichgauer Rittergeschlecht; 1821 Immatrikulation bei der bayerischen Freiherrenklasse | centern |
| Verger                          | 17. bis 19. Jh.                 | italienisch-schweizerisches Adelsgeschlecht |         |
| Veringen                        | 972–1415                        | dynastisches, schwäbisches Grafengeschlecht des Mittelalters |         |
| Verne                           | 1277 bis 16. Jh.                | erloschenes westfälisches Adelsgeschlecht |         |
| Vernhove                        | 1240–1350                       | westfälisches Adelsgeschlecht |         |
| Verschuer                       | seit 1477                       | Aus Appeltebroek bei Barnevelt in Gelderland stammendes Geschlecht; 1696 Reichsfreiherrenstand und Wappenvereinigung mit den von Trott zu Solz |         |
| Versen                          | seit 1217                       | aus Niedersachsen stammendes Adelsgeschlecht |         |
| Vescovi von Ulzbach             | 1569 bis 19. Jh.                | briefadliges Geschlecht aus dem Trentino, das 1708 in den Freiherrenstand erhoben wurde und sich später über Tirol nach Bayern ausbreitete |         |
| Vestenberg                      | 1263–1565                       | erloschenes fränkisch-schwäbisches Rittergeschlecht mit Sitz in Vestenberg bei Petersaurach |         |
| Vette                           | ab 1746                         | westfälisch-niedersächsisches Adelsgeschlecht; 1746 Reichsadelsstand |         |
| Vetter von der Lilie            | 16. Jhd.                        | österreichisches Adelsgeschlecht, das aus der Untersteiermark stammt |         |
| Vetter von Lilienberg           | bis 1842                        | österreichisches Grafengeschlecht |         |
| Vetterl von Wildenbrunn         | ab 1636                         | deutsch-böhmisches Patrizier- und Briefadelsgeschlecht; 1636 Adelsstand |         |
| Viebahn                         | seit 1727                       | westfälisch-preußisches Adelsgeschlecht; preußischer Adelsstand 1727/1728 |         |
| Vierdag                         | ?                               | erloschenes westfälisches Adelsgeschlecht |         |
| Vieregg, Vieregge auch Viereck  | seit 1346                       | mecklenburgischer Uradel; 1552 in Bayern, 1692 Reichsfreiherrenstand, 1790 Reichsgrafenstand; 1590 in Pommern, 1692 preußisches Indigenat, 1834 preußischer Grafenstand; 1703 dänischer Grafenstand, 1776 dänische Adelsnaturalisation |         |
| Viermund (Virmond)              | vor 1260 bis 1744               | erloschenes hessisches Adelsgeschlecht, Nebenlinien in Westfalen (Virmond-Bladenhorst) und am Niederrhein (Virmond-Neersen), 1621 Freiherrenstand, 1706 Reichsgrafenstand |         |
| Vieth von Golßenau              | ab 16. Jh.                      | ausgestorbenes lausitzisch-sächsisches Adelsgeschlecht |         |
| Vietinghoff                     | seit 1230                       | westfälisches Uradelsgeschlecht der Grafschaft Mark; Freiherrenstand für mehrere der insgesamt 14 Linien. |         |
| Vifhusen                        | 1225–um 1600                    | Lübecker Patrizier- und Adelsgeschlecht, das auch im Baltikum ansässig war |         |
| Vifhusen                        | 1154–1699                       | westfälisches Adelsgeschlecht |         |
| Viktoriden                      | 6. bis 8. Jh.                   | eines der frühesten Adelshäuser der Schweiz | –       |
| Villenbach                      | 12. bis 16. Jh.                 | schwäbisches Ministerialengeschlecht |         |
| Vincke                          | seit 1223                       | westfälisches Uradelsgeschlecht; preußische Genehmigung zur Führung des Freiherrentitels |         |
| Vincke von Ostenfelde           | 1177–1527                       | erloschenes westfälisches Adelsgeschlecht |         |
| Vippach (Schloßvippach)         | 1095 bis 15. Jh.                | erloschenes thüringisches Adelsgeschlecht |         |
| Vippach (Vippachedelhausen)     | bis 15. Jh.                     | erloschenes thüringisches Adelsgeschlecht |         |
| Vippach (Markvippach)           | bis 18. Jh.                     | erloschenes thüringisches Adelsgeschlecht |         |
| Vintler                         | seit 13. Jh.                    | Tiroler Adelsgeschlecht |         |
| Vintschgau                      | ab 1591                         | Tiroler Adelsgeschlecht |         |
| Virneburg                       | 1042–1445                       | eiflerisches Grafengeschlecht |         |
| Visbeck (Dülmen)                | bis 16. Jh.                     | erloschenes westfälisches Adelsgeschlecht |         |
| Visbeck (Meschede)              | ab 1242                         | erloschenes westfälisches Adelsgeschlecht |         |
| Visbeck (Minden)                | bis Anfang 17. Jh.              | erloschenes westfälisches Adelsgeschlecht |         |
| Vitzen                          | seit 11. Jh.                    | ursprünglich aus Sachsen-Anhalt stammendes Adelsgeschlecht, das später auch in schwedischen, polnischen und preußischen Diensten stand |         |
| Vitzthum                        | seit 1123                       | thüringisches Uradelsgeschlecht; 1711 Reichsgrafenstand |         |
| Voet                            | bis 1766                        | niederländisch-westfälisches Adelsgeschlecht |         |
| Vogel                           | bis 1882                        | westfälisches Adelsgeschlecht |         |
| Vogelius                        | ab 1707                         | westfälisches Adelsgeschlecht; 1707 Reichsadelsstand; 1744 Ritterstand; 1758 Freiherrenstand |         |
| Vogelsang                       | seit 1270                       | pommersches Uradelsgeschlecht |         |
| Voghet                          | ?                               | westfälisches Adelsgeschlecht; Münsteraner Erbmännergeschlecht |         |
| Voglmayr von Thierberg          | seit 1576                       | Tiroler Briefadelsgeschlecht; 1576 erbländischer Adelsstand; 1695 Freiherrenstand |         |
| Vogt                            | 14. Jh. bis 1670                | westfälisches Adelsgeschlecht; Soester Stadtadel |         |
| Vogt von Elspe                  | seit 1297                       | erlosches Uradelsgeschlecht im Herzogtum Westfalen |         |
| Vogt von Soest                  | 1141–1242                       | nach dem Amt benannte Adelsfamilie im Raum Soest |         |
| Vogt von Sumerau                | ?                               | schwäbisches Uradelsgeschlecht |         |
| Vogt von Weida, Gera und Plauen | seit Mitte 12. Jahrhundert      | mittelalterliche Adelsfamilie im Gebiet der heutigen Länder Thüringen und Sachsen. Nach ihnen ist das Vogtland benannt. |         |
| (Vögte von) Voigtsberg          | 12. u. 13. Jh.                  | vogtländisches Adelsgeschlecht |         |
| Voit von Rieneck                | seit 1251                       | fränkisches Uradelsgeschlecht; 1673 Reichsfreiherrenstand; 1697 Reichsgrafenstand |         |
| Voit von Salzburg               | 1258 (?) bis 1853               | Dienstmannengeschlecht auf der Salzburg, hervorgegangen aus dem im Haßgau begüterten Geschlecht der Fieger. |         |
| Voith von Voithenberg           | ?                               | bayerisches Adelsgeschlecht mit Besitzungen in der Oberpfalz |         |
| Volckamer von Kirchensittenbach | seit 1378                       | Oberpfälzischer Uradel, ursprünglich Nürnberger Patrizierfamilie |         |
| Volckershausen                  | bis 17. Jh.                     | ostfriesisch-westfälisches Adelsgeschlecht |         |
| Volen von Wildenau              | seit 1232                       | schwäbisches Adelsgeschlecht |         |
| Volkach                         | ab ca. 1200 bis Mitte 14. Jh.   | erloschenes fränkisches Adelsgeschlecht |         |
| Volkenstorfer                   | 1120–1616                       | edelfreies Adelsgeschlecht Oberösterreichs. Im 12. Jahrhundert trat es in die Ministerialität der steirischen Markgrafen |         |
| Volland                         | seit 1276                       | ursprünglich aus Schwaben stammendes Vogtgeschlecht, 1530 und 1570 erfolgen Erhebungen in den Reichsadel |         |
| Vollenspit                      | 1210–1553                       | zum Ritterstand gehörendes erloschenes westfälisches Adelsgeschlecht |         |
| Volmestein                      | 1134 bis Anfang 15. Jahrhundert | rheinisches Adelsgeschlecht |         |
| Vondern (genannt von der Hoven) | 1162–1737                       | erloschenes westfälisches Adelsgeschlecht; 1710 Freiherrenstand |         |
| Vörden                          | bis 1666                        | westfälisches Adelsgeschlecht |         |
| von der Vorst                   | seit 1280                       | niederrheinisch-westfälisches Adelsgeschlecht |         |
| Voss (Diepholz)                 | frühes 16. Jahrhundert          | Adelsgeschlecht aus Diepholz |         |
| Voss (Mark)                     | 13. Jahrhundert                 | Adelsgeschlecht aus der Grafschaft Mark |         |
| Voß (Mecklenburg)               | seit 1253                       | Uradelsgeschlecht aus Mecklenburg; Häuser Giewitz und Buch: 1800 bzw. 1840 preußischer Grafenstand |         |
| Voß (Münster)                   | 14. Jh. bis ca. 1500            | Münsteraner Erbmännergeschlecht |         |
| Voss (Niedersachsen)            | seit 1221                       | Uradelsgeschlecht aus dem Osnabrücker Nordland und dem Oldenburger Münsterland; |         |
| Voss zu Enniger                 | bis 1750                        | erloschenes westfälisches Adelsgeschlecht |         |
| Voßwinkel                       | 1187–1411                       | erloschenes westfälisches Adelsgeschlecht |         |
| Vrints                          | ?                               | Bremer Familie, die durch Heirat in den österreichischen Hochadel aufstieg |         |
| Vultejus (Vultée)               | seit 1446                       | hessisches Geschlecht aus Wetter bei Marburg an der Lahn; 1630 Reichsadelsstand; |         |